# Usson
Usson é uma comuna francesa na região administrativa de Auvérnia-Ródano-Alpes, no departamento de Puy-de-Dôme. Estende-se por uma área de 5,37 km². Em 2010 a comuna tinha 297 habitantes (densidade: 55,3 hab./km²).
Pertence à rede das As mais belas aldeias de França.